# Bezkresne niebo
Bezkresne niebo – amerykański western z 1952 roku na podstawie powieści A.B. Guthrie Jr.

## Fabuła
Dwaj osadnicy Jim Deakins i Boone Caudill dołączają do ekspedycji organizowaj przez Zeba Callowaya, wuja Boone'a. Ma ona dojść do terenów Indian Czarnych Stóp po futra na handel. Przywódca ekspedycji Francuz Jourdonnais chce zwrócić indiańską księżniczkę Teal Eye, by łatwiej osiągnąć cel. Ale wyrusza inna ekspedycja, Indianie są wrogo nastawieni, a Jim i Boone zakochują się w Teal Eye...

## Obsada
- Kirk Douglas – Jim Deakins
- Dewey Martin – Boone Caudill
- Elizabeth Threatt – Teal Eye
- Arthur Hunnicutt – Zeb Calloway/Narrator
- Buddy Baer – Romaine
- Steven Geray – Jourdonnais
- Henri Letondal – La Badie
- Hank Worden – Poordevil
- Jim Davis – Streak

## Nagrody i nominacje
Oscary za rok 1952
- Najlepsze zdjęcia w filmie czarno-białym – Russell Harlan (nominacja)
- Najlepszy aktor drugoplanowy – Arthur Hunnicutt (nominacja)